# دولت‌آباد (بخش مرکزی سبزوار)
روستای دولت‌آباد سبزوار، روستایی است از توابع بخش مرکزی شهرستان سبزوار شهر سبزوار استان خراسان رضوی ایران است.
استاد محمود دولت‌آبادی از آن دسته نام آوران سبزواری در سطح جهان است که هرچند جایگاه و مقام رفیعی یافته و شهرت نامش در معتبرترین محافل ادبی جهانی قابل پیگیری است، اما هرگز اصالت روستایی خود را که به منطقه ای کویری در ۱۰ کیلومتری جنوب شهر سبزوار تعلق دارد، فراموش نکرده و همواره با فرهنگ، زبان، آداب و رسوم و علایق و آیین‌های مردم زادگاهش دوستی عمیق و همراهی نزدیک داشته و هرجا که فرصتی پیش آمده دربارهٔ آن صحبت کرده‌است. و حتی در یکی از مصاحبه‌هایش با خبرنگاری از رسانه‌های خارجی خود را به استناد آنچه در کودکی‌هایش در سبزوار نامیده می‌شده‌است، «محمود کِلِّهِ بیریهنَه» معرفی می‌کند.
لازم به توضیح است، «محمود کِلِهِّ بیریهنَه» نام طنز آمیزی است که احتمالاً به خاطر بدون کلاه بودن سر استاد دولت‌آبادی در ایام کودکی اش به وی نسبت داده می‌شده‌است و استاد حالا هم که دیگر به جایگاه آقایی رمان ایران رسیده‌است، هنوز این خاطره نمکین را از همشهریان سبزواری خود به یاد دارد و با نیکویی و تواضعی که خاص بزرگمردان است، برای دیگران هم تعریف می‌کند.
دولت‌آباد چند سالی است که قطب تولید پستهٔ شرق کشور شده‌است.

مهندس عادل دولت آبادی نوسینده کتاب گالیوم آرسناید و سلول های خورشیدی در حوزه سولار با بهینه سازی در ساخت پنل های خورشیدی و دارای تاییده از مرکز تحقیقاتی شهر سئول در کره جنوبی.
احمد دولت‌آبادی از جوانان‌هایی است که در عرصهٔ تأتر، نویسندگی، فیلمنامه‌نویسی، کارگردانی، بازیگری و انتشارات ظهور کرده‌است.
حسن دولت آبادی از شعرای جوان بر پا خواسته از دیار ادب و هنر.
فیروز دولت‌آبادی سفیر سابق ایران در ترکیه بوده است.

## جمعیت
این روستا در دهستان قصبه شرقی قرار داشته و بر اساس سرشماری سال ۱۳۸۵ جمعیت آن ۱٬۲۲۰ نفر (۳۲۴ خانوار) بوده‌است.